# Arn Walter
Konrad Erhard Arno Walter (* 25. Oktober 1902 in Dresden; † um 1976 in Bad Pyrmont) war ein deutscher Bildhauer.
Er war der Sohn des Maurers Arno Bruno Walter. In Dresden studierte Walter zunächst vier Semester an der Abendschule der Akademie für Kunstgewerbe, später an der Dresdner Kunstakademie, unter anderem beim Tierbildhauer Rudolf Löhner. Studienreisen führten ihn in Städte wie Prag, Rom, Florenz, Amsterdam, Paris oder Stockholm.
Mit 41 Jahren wurde er zum Kriegsdienst eingezogen. Nach der Kriegsgefangenschaft in Holstein kehrte er nicht in seine zerstörte Heimatstadt zurück. 
Ab 1945, als Flüchtling in Hameln, verfügte er zunächst über keine geräumige Bildhauerwerkstatt. 
1949 machte er sich einen Namen, als er am Stiftsherrenhaus die zerschossenen Perlstäbe, Gesichtsmasken und Figuren sanierte.
Beim Wiederaufbau der Marktkirche schuf er das Maßwerk der Fenster und den Altar. Als der Kulturausschuss 1958 einen Wettbewerb ausschrieb, wurden neben Walter auch die Künstler Peter Szaif aus Pyrmont und Hans Walther aus Erfurt aufgefordert. „Arn Walter entwarf ein Ehrenmal in Form einer Säule mit aufgesetzter Figur: Engel mit Schwert (Kosten 18.000 DM).“ 1961 residierte er in der Bahnhofstraße 30, als er von Stadtbaurat Schrader zur Beteiligung an der Gartenschau im Bürgergarten 1962 eingeladen wurde. Später unterhielt Walter ein Atelier im Hinterhof der Deisterstraße 18 und wohnte an der Bunsenstraße. Ein halbes Jahr vor seinem Tod zog er nach Bad Pyrmont. 